# Vil·la Denise
La Vil·la Denise és una casa senyorial privada de la comuna de Prats de Molló i la Presta (Vallespir). El 1926, va ser llogada per Francesc Macià, aleshores coronel a l'exili, com a centre d'operacions i seu de l'Estat Major per coordinar els Fets de Prats de Molló. Una placa commemorativa al portal d'entrada a la vil·la ho recorda.
L'immoble té 240 metres quadrats (sis habitacions) i està envoltada d’un jardí amb una caseta de fusta i un bosc propi. A la planta baixa s'hi troba la sala que el president Macià feia servir com a despatx i on es reunia amb l'estat major es conserva pràcticament intacta. I al pis superior s'hi troba el dormitori on el 4 de novembre del 1926 la gendarmeria francesa va detenir Macià després que un espia de Mussolini, Riccioti Garibaldi, delatés l'operació a les autoritats espanyoles.
Es troba envoltada pel torrent del Castilló, el riu Tec i la carretera D115A entre Prats de Molló i La Presta. Amb 240 metres quadrats, la casa té tres plantes amb soterrani i sis habitacions. Al menjador de la planta baixa es troba la sala que Macià feia servir de despatx per mantenir les reunions del seu Estat Major. Al primer pis es troba el seu dormitori on va ser detingut pels gendarmes francesos.
A l'altre costat de la carretera i just davant de la casa, hi ha un senyal informatiu de trànsit que n'indica el lloc. També seguint la carretera en direcció oest, a pocs metres i a l'esquerra trobem un petit monòlit dedicat a la memòria de Francesc Macià.
Repetint experiències d'altres anys, amb motiu del 90 aniversari dels Fets, diferents associacions i l'ajuntament de Prats de Molló hi van organitzar un acte commemoratiu.
El 10 de setembre de 2020, el fotoperiodista Jordi Borràs i la periodista Mireia Domènech Bonet publicaren un reportatge a La Mira, en el que advertien de la venda de la casa, fent crida pública a la necessària compra per fer-la reviure com a patrimoni de país. Així fou que un grup de catalans del nord i del sud de Catalunya es posaren en contacte amb el notari de Prada de Conflent (fill de Prats de Molló) i els seus descendents, els quals llogaven la casa d'estiueig i la mantenien pràcticament intacta tot i haver-hi fet una petita ampliació. Els hereus del notari esperaven que algú adquirís la casa i li retornés el simbolisme històric que havia tingut, ja que ells mateixos no la podien mantenir per si sols.
El desembre de 2020 es va anunciar la seva compra per part d'un grup d'empresaris així com la seva futura gestió per part de l'Associació Casa Macià. Seria el 14 de desembre quan finalment se signà la compra, per part sols d'un empresari, Jaume Aragall, president de la Cambra de Comerç al Vallès Oriental i membre d'Eines de País. El qual finançà la compra i posteriorment en cedí l'ús a l’Associació Casa Macià, que la gestionaria durant els següents 20 anys. Aquesta associació presidida per l'alcalde de Prats de Molló, Claudi Ferrer, seria registrada sota la llei francesa, i la integrarien catalans del nord i del sud, que s'ocuparien de la restauració i manteniment de la casa. A l'Associació Casa Macià, hi hauria també l'advocada i extinenta d’alcalde de l'Ajuntament de Perpinyà Annabel Brunet. L'exconseller de Cultura Lluís Puig i Gordi, que des de l'exili a Bèlgica també fou molt actiu en les negociacions, també formaria part de l'associació, així com Josep Benet, llavors president del Consell per la República de la Catalunya del Nord; l'escriptor Joan-Lluís Lluís; l’alcalde d'Elna, Nicolas Garcia, membre del Partit Comunista Francès, i Hervé Pi, llibreter i activista de Cotlliure. Els empresaris Jaume Aragall i Joan Canadell també formaven part de l'associació, així com el delegat del govern de la Generalitat a Perpinyà, Josep Puigbert; l’historiador Josep Lluís Alay, i el dissenyador Claret Serrahima. Finalment el 21 de desembre d'aquell any, Carles Pugidemont es desplaçà del seu exili a Bèlgica fins a la finca per visitar-la i celebrar-ne la recuperació.

## Galeria

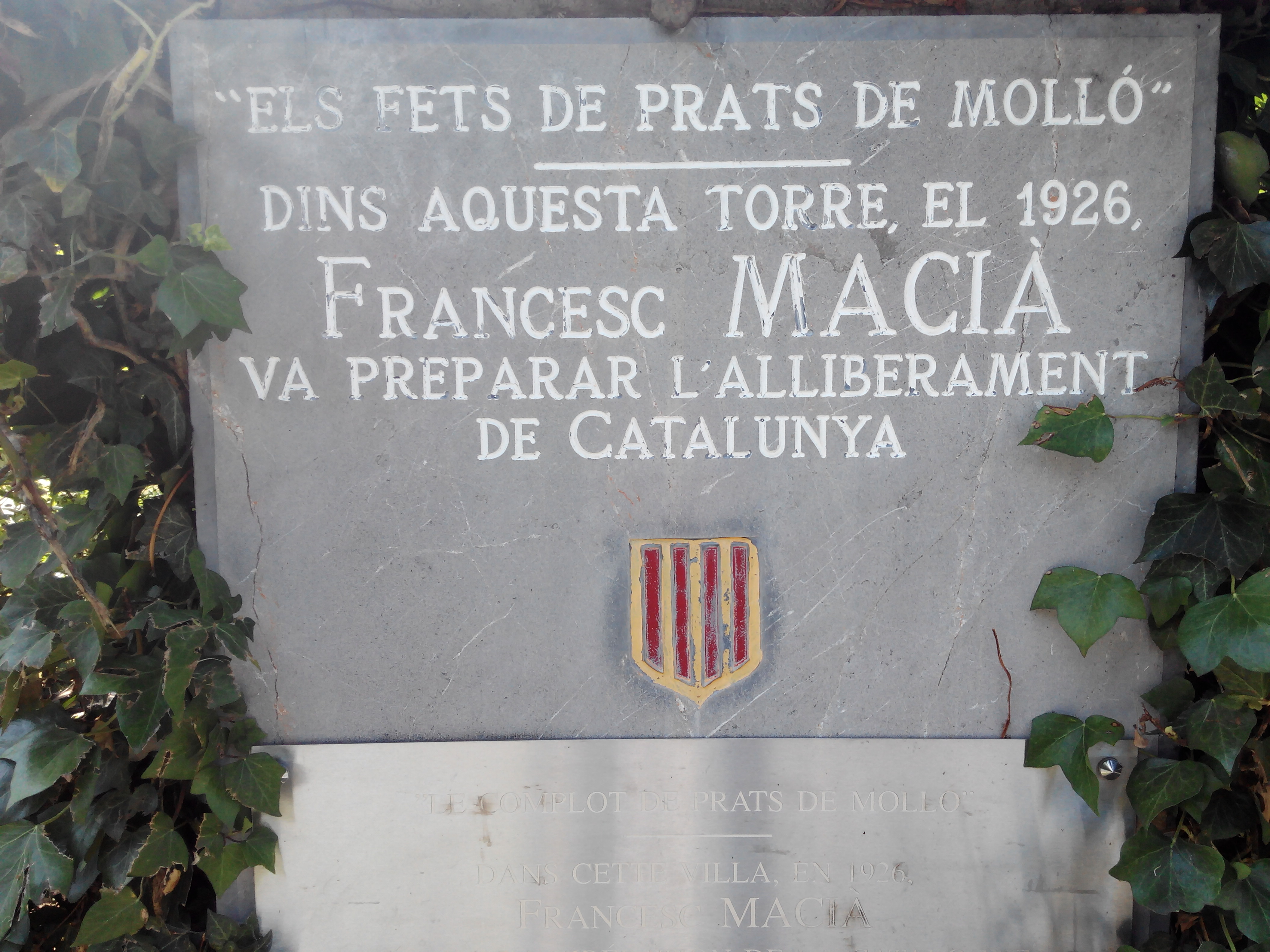
Placa
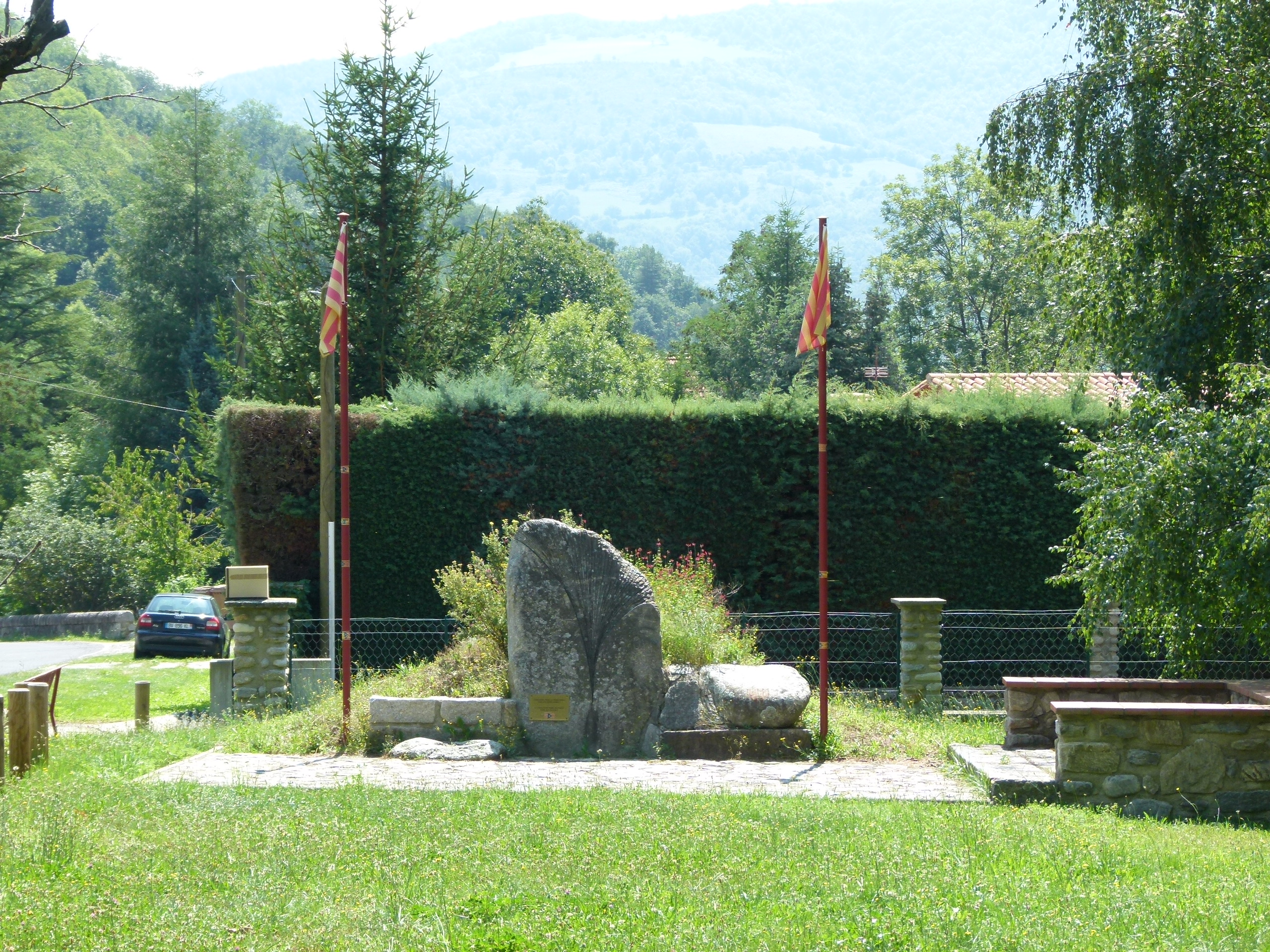
Monòlit
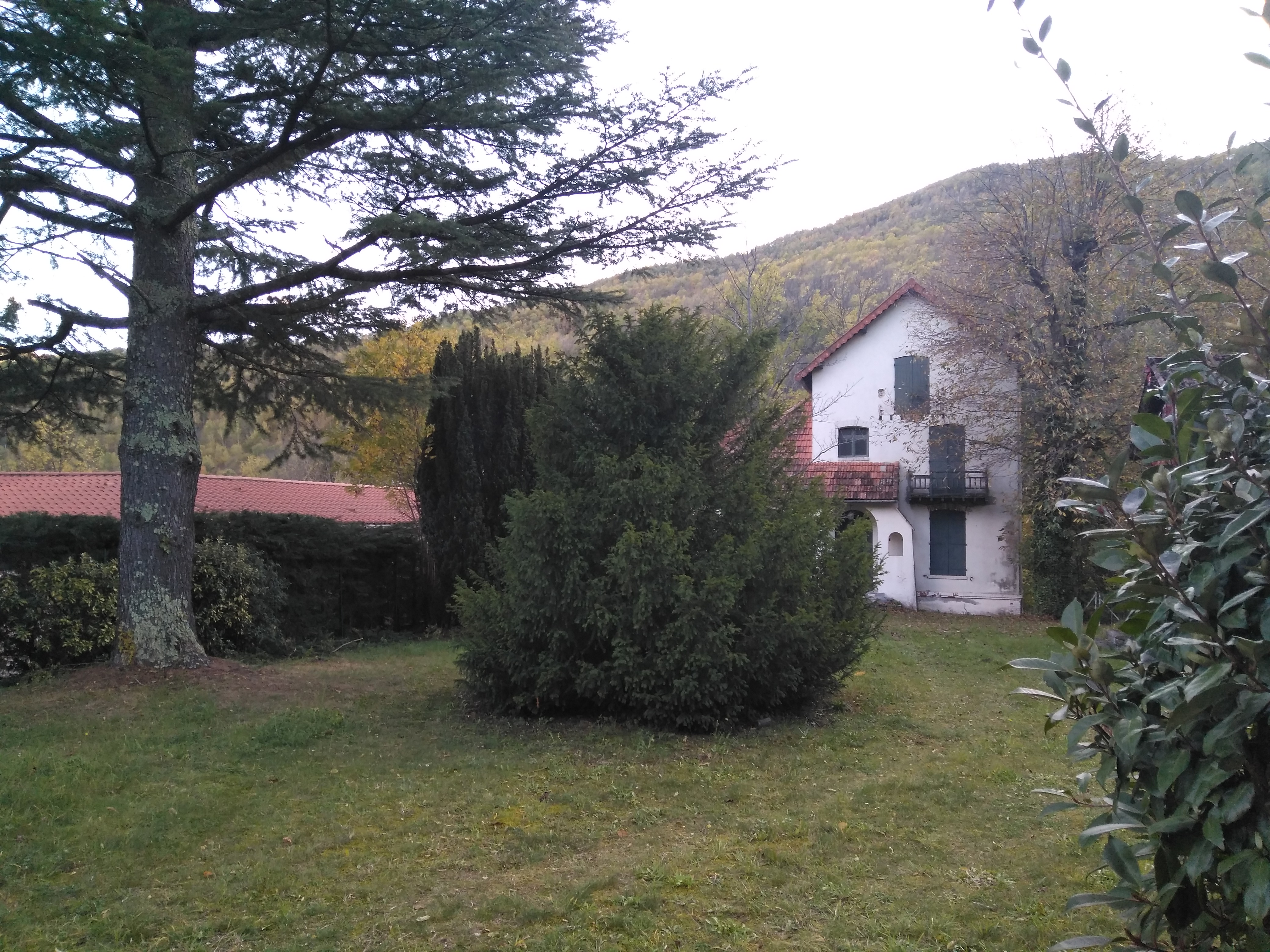
Vista de Vil·la Denise